# Michał Maurycy Komecki
Michał Maurycy Komecki herbu Ślepowron (ur. w 1700, zm. 3 czerwca 1775) – duchowny rzymskokatolicki, wiceprezydent Trybunału Głównego Koronnego w 1757 roku, dziekan kapituły katedralnej gnieźnieńskiej w 1771 roku, kustosz krakowskiej kapituły katedralnej w latach 1748–1755, kanonik gnieźnieńskiej kapituły katedralnej fundi Sępolno w 1762 roku, kanonik gnieźnieńskiej kapituły katedralnej fundi Czerniewo w 1728 roku, prokurator kapituły katedralnej gnieźnieńskiej w 1739 roku, proboszcz kcyński i czeladzki.
Syn Podstolego krakowskiego Franciszka Komeckiego i Marii Rostkowskiej, synowiec Sebastiana.
Pochowany w katedrze gnieźnieńskiej.